# Rauhäutiger Gelbbauchmolch

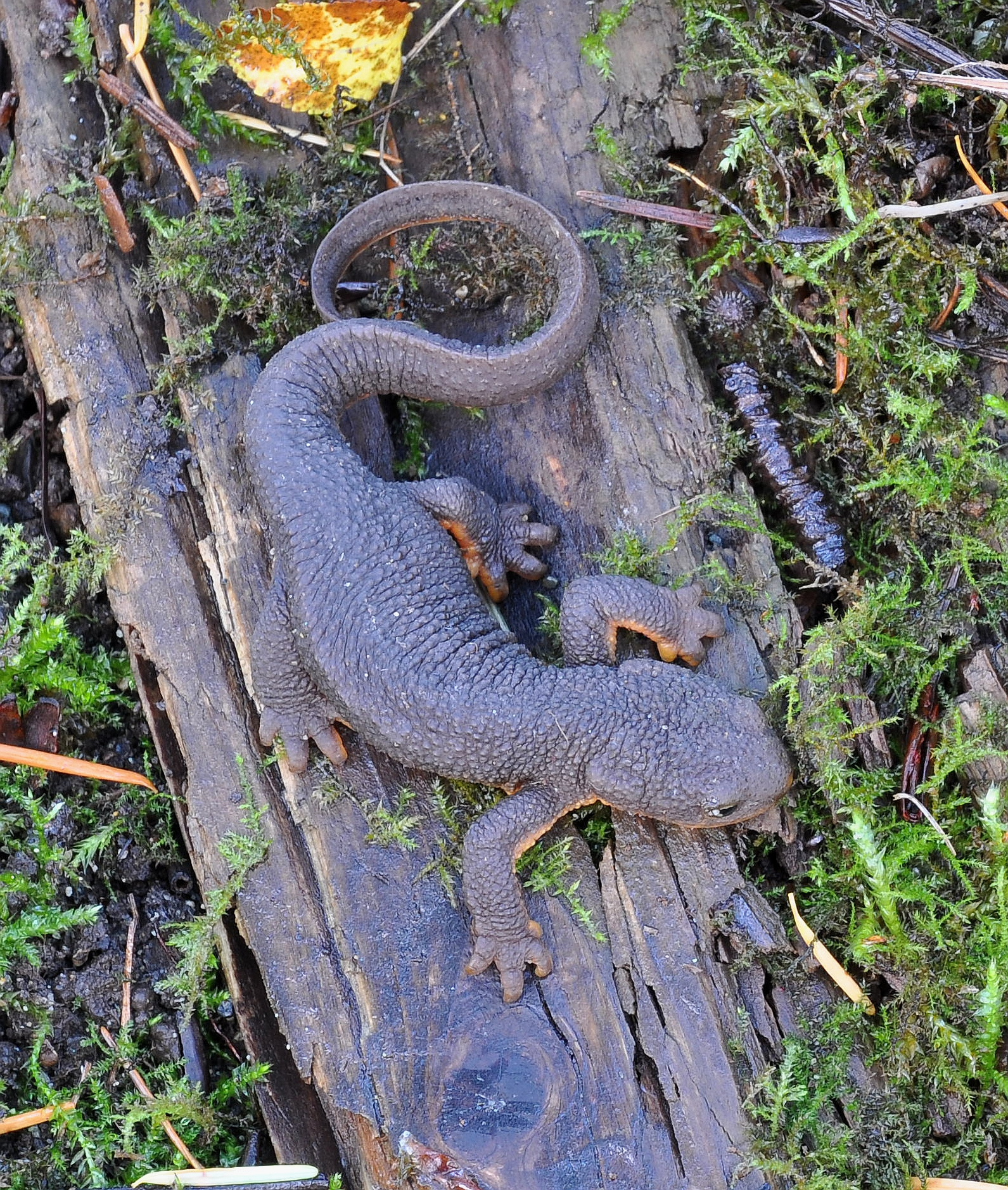
Rauhäutiger Gelbbauchmolch in der Nähe von Langley (Kanada). Die raue Haut ist gut zu erkennen.

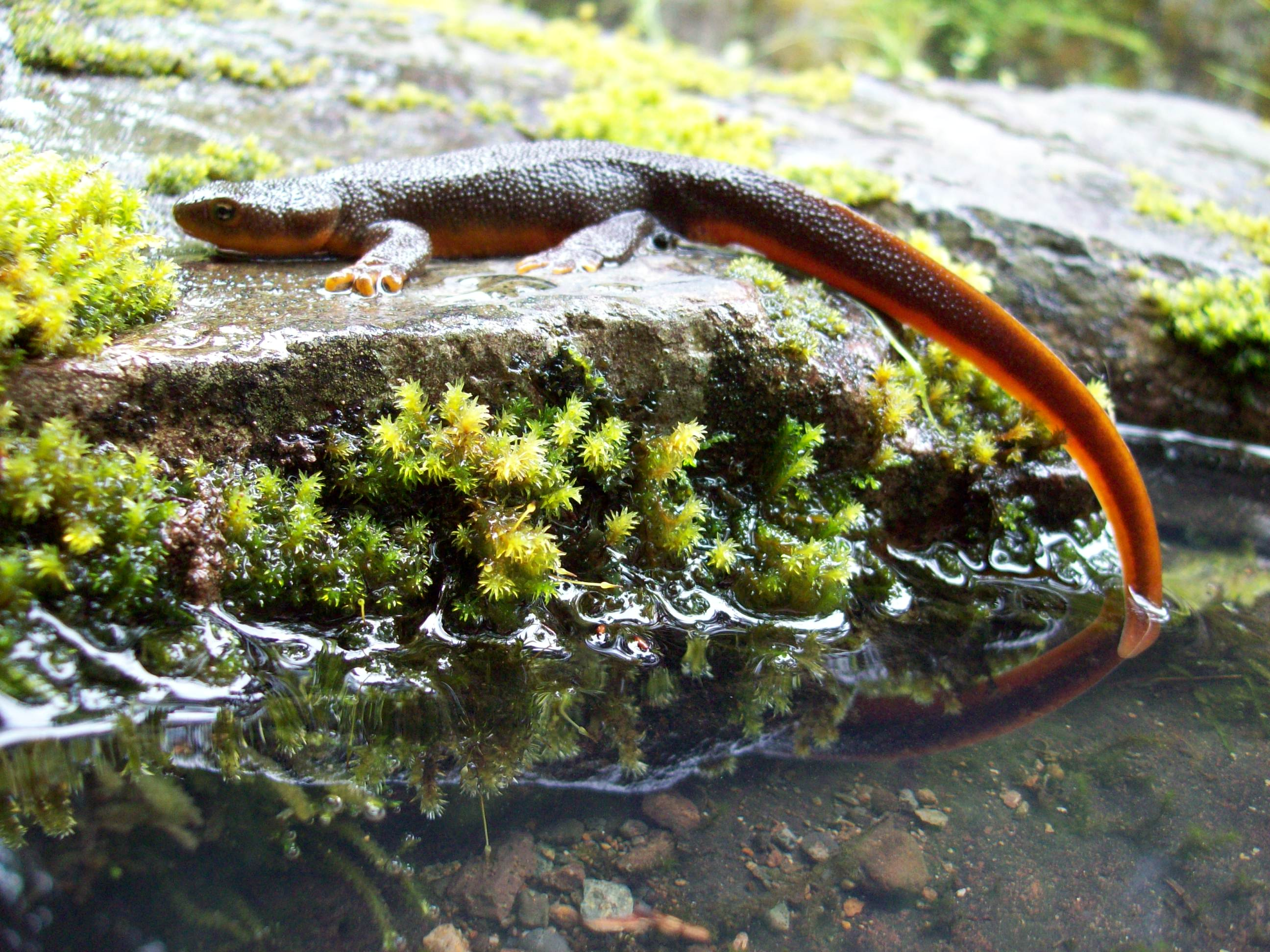
Rauhäutiger Gelbbauchmolch in der Nähe von Cottage Grove

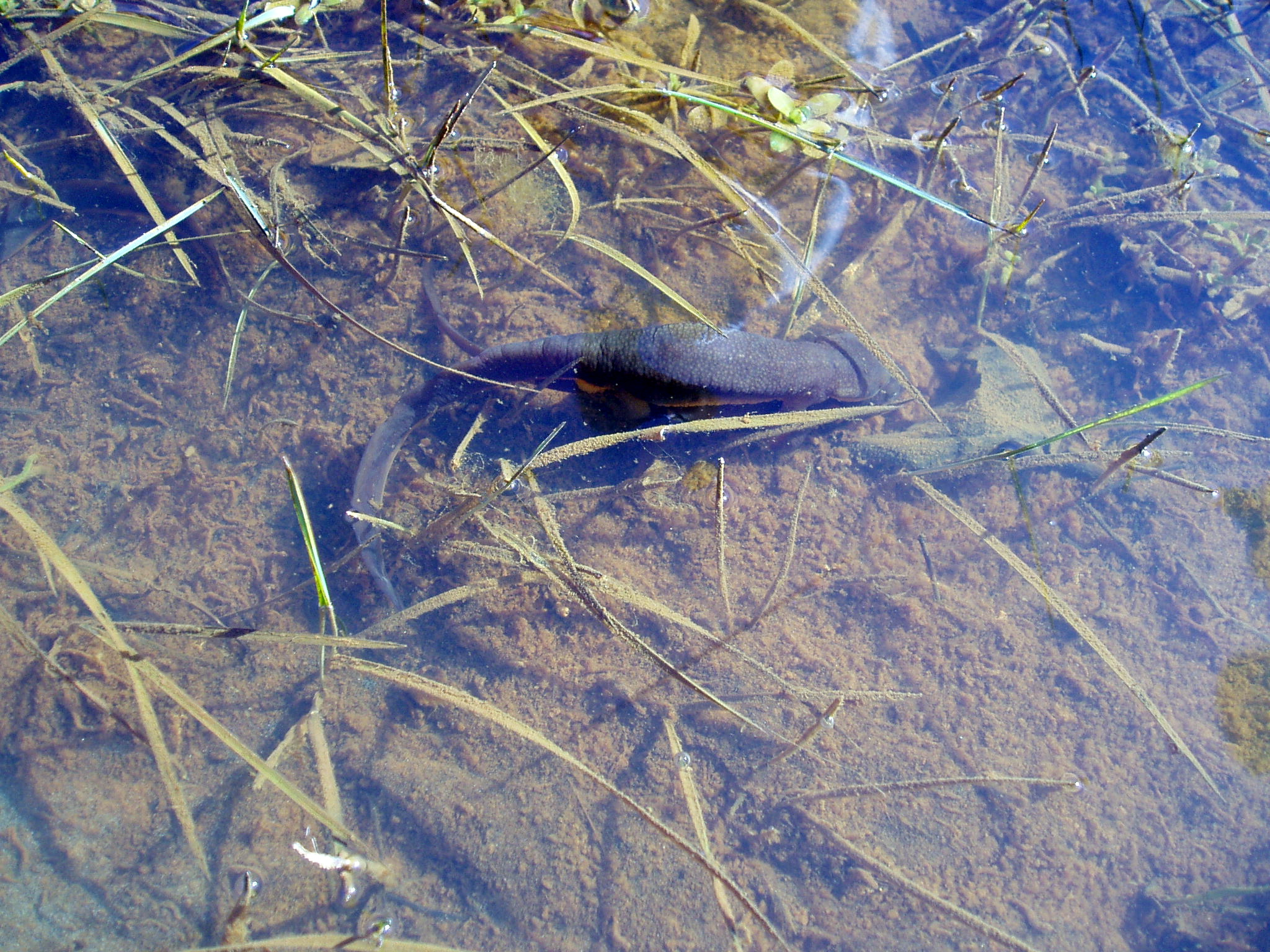
Rauhäutiger Gelbbauchmolch im Wasser

Der Rauhäutige Gelbbauchmolch (Taricha granulosa), auch Westamerikanischer Rauhaut-Molch (angelehnt an den englischen Namen rough-skinned newt), zählt zur Familie der Echten Salamander. Ein besonderes Kennzeichen dieses Molches ist ein Schutzmechanismus gegen die natürlichen Feinde durch die Bildung eines starken Giftes, des Tetrodotoxins (TTX).

## Merkmale
Der Rauhäutige Gelbbauchmolch wird 12 bis 22 Zentimeter lang. Die warzige Haut ist oberseits hellbraun bis schwarz und am Bauch gelb bis orange gefärbt. In der Paarungszeit haben die männlichen Tiere einen verbreiterten Schwanzsaum, dunkel verhornte Zehenspitzen und eine stärker gewölbte Kloake.

## Vorkommen
Der Rauhäutige Gelbbauchmolch ist an der nordamerikanischen Pazifikküste von Südalaska bis Kalifornien zu finden. Er lebt in Tümpeln, Seen und langsam fließenden Bächen in bis zu 2700 Metern über Meereshöhe.

## Fortpflanzung
Die Paarungszeit dauert von Dezember bis Juli. Im Wasser umklammert das Männchen das Weibchen von oben mit den Beinen. Auf einem Gallertkegel wird das Sperma am Boden abgesetzt und mit der Kloake vom Weibchen aufgenommen. Der Laich wird auf die Blätter von Wasserpflanzen geheftet.

## Toxizität und Evolution
Der Schutz durch die Bildung von Tetrodotoxin (TTX) ist im Tierreich weit verbreitet. Beispielsweise findet man diesen Schutzmechanismus u. a. bei Kugelfischen und Blaugeringelte Kraken. Durch die Produktion dieses Giftes zählt die Gattung Taricha zu den giftigsten Schwanzlurchen. TTX wird auch als Tarichatoxin bezeichnet; die Gattung war namensgebend. Der Rauhäutige Gelbbauchmolch ist die wohl giftigste Art der Gattung. Bei TTX handelt es sich um ein Nervengift, welches in den Drüsen der Haut produziert wird und ein Abwehrstoff gegenüber Fressfeinden ist. Die Gewöhnliche Strumpfbandnatter (Thamnophis sirtalis) ist der einzige potentielle Feind, der durch evolutionäre Anpassung eine Resistenz gegen dieses Gift entwickelt hat. Nach dem Fressen des Molches muss die Schlange für einige Stunden in ein Ruhestadium übergehen, damit ihr Immunsystem effizient arbeiten kann. Der Molch wiederum zeigt in Regionen, wo diese Schlange vorkommt, eine stark erhöhte Produktion des Giftes. Man kann von einem evolutionären Wettrennen (Koevolution) sprechen. Da die Produktionsrate des Molchgiftes und die Resistenz der Schlangen  in verschiedenen Populationen und Regionen, abhängig von der Bestandsdichte, variieren, spricht man in der angelsächsischen Fachliteratur auch von "geographic mosaic theory of evolution".
1979 starb in Oregon ein 29-jähriger Mann, nachdem er einen 20 cm langen Rauhäutigen Gelbbauchmolch als Mutprobe geschluckt hatte. Es ist der bisher einzige bekannte Todesfall eines Menschen durch den Molch.

## Die Giftbildung
Wie genau Tetrodotoxin in der Haut des Molches gebildet wird, ist noch unklar. Bei einigen Bakterien (z. B. bei Arten der Vibrionen und von Pseudomonas) wurde die Produktion des Giftes nachgewiesen. Somit geht eine Vermutung davon aus, dass solche Bakterien als Endosymbionten in der Haut des Molches leben und dieses Gift produzieren. Diese Hypothese wurde allerdings in Frage gestellt: Bei einer Suche nach bekannten Tetrodotoxin ausscheidenden Bakterien innerhalb der Gewebe des Rauhäutiger Gelbbauchmolchs wurde die 16S-rRNA-Analyse genutzt, wobei keine rRNA dieser Bakterien im Hautgewebe, Leber oder im Eigewebe gefunden wurde. Geringe Spuren der rRNA von TTX-produzierenden Bakterien wurden innerhalb des Darms gefunden, aber die geringe Menge der RNA, also die Anzahl dieser Bakterien, scheint nicht ausreichend zu sein, um die Menge des produzierten Giftes zu erklären. Auch der Transport des TTX zum Hautgewebe müsste nachweisbar sein, was nicht der Fall ist. Eine andere Untersuchung spricht ebenfalls gegen die Aufnahme der giftbildenden Bakterien durch die Nahrung. So wurde der Molch ein Jahr lang in Gefangenschaft gehalten und in dieser Zeit zeigte sich keine Abnahme des Giftgehaltes, sondern sogar eine Erhöhung. Wenn die giftbildenden Organismen durch die Nahrung aufgenommen würden, hätte sich der Giftgehalt, bzw. die Bildung verringern müssen, da in dieser Zeit keine natürliche Nahrung des Molches zur Verfügung stand.
Diese Ergebnisse sprechen dafür, dass der Molch eigene Gene für die Bildung des Giftes besitzt und keine Hilfe von Bakterien benötigt. Dies würde bedeuten, dass die Fähigkeit TTX zu produzieren bei den Bakterien und den Molcharten unabhängig voneinander im Laufe der Evolution entstanden ist. Eine weitere Veröffentlichung stellt die Bildung von TTX im Kugelfisch durch Vibrio in Frage. Eine endgültige Lösung dieser Probleme wäre die Analyse der für die Giftproduktion verantwortlichen Gene. Die Möglichkeit der selbständigen Bildung von TTX mit oder ohne als Endosymbionten fungierende Bakterien steht somit weiterhin unter Diskussion.